# Tetrastigma silvestrei
Tetrastigma silvestrei är en vinväxtart som beskrevs av Adolph Daniel Edward Elmer. Tetrastigma silvestrei ingår i släktet Tetrastigma och familjen vinväxter. Inga underarter finns listade i Catalogue of Life.